# Верхньодонський округ
Верхньодонський, Верхньодінський (Верхньо-Донський) округ — адміністративна одиниця області Війська Донського Російської імперії; окружне управління було у станиці Вешенській.

## Історія
До початку XX сторіччя область Війська Донського складалася з 9 округів: 1-го Донського, 2-го Донського, Донецького, Усть-Медведицького, Хоперського, Черкаського, Ростовського, Сальського та Таганрізького.
Верхньо-Донський округ рішенням Великого Кола Війська Донського планувалося створити ще наприкінці 1917 року (первісна назва передбачалася — Третій Донський округ).
У 1918 році з частин Усть-Медведицького, Донецького й Хоперського округів було утворено Верхньо-Донський округ.
Першим отаманом Верхньо-Донського округу став Захар Якимович Алфьоров (1874—1957), козак станиці Еланської, генерал-майор (1918).
Тут відбулися найзапекліша боротьба на Дону часів Російської громадянської війни: Мигулинське повстання (1918) й Вешенське повстання (Верхньодінське постання, 1919).

## Адміністративний поділ
На 1918 рік до складу округу входили:
- Боковський юрт (Боковська станиця),
- Букановський юрт (Букановська станиця),
- Вешенський юрт (Вешенська станиця — окружний центр), Куликовський, Підйомський, Затонський, Чигонацький
- Єланський юрт (Еланська станиця),
- Казанський юрт (Казанська станиця),
- Каргинський юрт (Каргинська станиця),
- Краснокутський юрт (Краснокутська станиця), Артемов, Бакланів,
- Мешковский юрт (Мешковська станиця),
- Мигулинський юрт (Мигулинська станиця),
- Слащевський юрт (Слащевська станиця),
- Федосієвський юрт (Федосієвська станиця),
- Шумилинський юрт (Шумилинська станиця).